# Райх, Бернхард
Бе́рнхард (Бе́рнгард Фердина́ндович) Райх (нем. Bernhard Reich, 1894—1972) — театральный режиссёр, критик, театровед и театральный теоретик, с 1925 года работавший в СССР. Муж актрисы и режиссёра Анны Лацис.

## Биография
Свою театральную деятельность начал в Вене накануне Первой мировой войны, затем переехал в Германию, где работал с Максом Рейнхардтом в Берлине и Бертольтом Брехтом в Мюнхене. В начале 1920-х годов познакомился в Германии с латышской актрисой Анной Лацис, ставшей затем его женой. Лацис сыграла существенную роль в увлечении Райха марксизмом и левыми идеями. В 1925 году поставил в «Немецком театре» в Берлине спектакль «Дама с камелиями», в котором играла Лацис. В том же году вместе с ней переехал в СССР. Здесь преимущественно занимался театроведением, писал критические статьи. В декабре 1926 — январе 1927 годов сопровождал Вальтера Беньямина во время его поездки в Москву.
В 1941 году, с началом Великой Отечественной войны, был арестован. Находился в заключении до 1949 года.
Как театральный деятель находился под сильным влиянием немецкого и советского театрального авангарда. Во время оттепели опубликовал в Москве монографию, посвящённую Бертольту Брехту (1960) и книгу воспоминаний (1972).